# Episodi di Fantasilandia (prima stagione)
La prima stagione della serie televisiva Fantasilandia è stata trasmessa in anteprima negli Stati Uniti d'America dalla ABC tra il 20 gennaio 1978 e il 20 maggio 1978 ad eccezione dell'episodio pilota che è stato trasmesso il 14 gennaio 1977.
| nº | Titolo originale                                  | Titolo italiano | Prima TV USA     | Prima TV Italia |
| -- | ------------------------------------------------- | --------------- | ---------------- | --------------- |
| 1  | Fantasy Island                                    |                 | 14 gennaio 1977  |                 |
| 2  | Return to Fantasy Island                          |                 | 20 gennaio 1978  |                 |
| 3  | Escape/Cinderella Girls                           |                 | 28 gennaio 1978  |                 |
| 4  | Bet a Million/Mr. Irresistible                    |                 | 4 febbraio 1978  |                 |
| 5  | The Prince/The Sheriff                            |                 | 11 febbraio 1978 |                 |
| 6  | Family Reunion/Voodoo                             |                 | 18 febbraio 1978 |                 |
| 7  | Lady of the Evening/The Racer                     |                 | 25 febbraio 1978 |                 |
| 8  | Treasure Hunt/Beauty Contest                      |                 | 11 marzo 1978    |                 |
| 9  | The Funny Girl/Butch and Sundance                 |                 | 18 marzo 1978    |                 |
| 10 | Superstar/Salem                                   |                 | 25 marzo 1978    |                 |
| 11 | Trouble, My Lovely/The Common Man                 |                 | 1º aprile 1978   |                 |
| 12 | The Over the Hill Caper/Poof! You're a Movie Star |                 | 15 aprile 1978   |                 |
| 13 | Reunion/Anniversary                               |                 | 29 aprile 1978   |                 |
| 14 | King for a Day/Instant Family                     |                 | 6 maggio 1978    |                 |
| 15 | Fool for a Client/Double Your Pleasure            |                 | 13 maggio 1978   |                 |
| 16 | Call Me Lucky/Torch Singer                        |                 | 20 maggio 1978   |                 |